# Нерубайська сільська рада (Новоархангельський район)
| Нерубайська сільська рада — колишній орган місцевого самоврядування у Новоархангельському районі Кіровоградської області з адміністративним центром у с. Нерубайка. Сільській раді підпорядковані населені пункти: - с. Нерубайка - с. Станіславівка |

## Склад ради
Рада складається з 16 депутатів та голови.

### Керівний склад ради
| ПІБ                           | Основні відомості                                                               | Дата обрання | Дата звільнення |
| ----------------------------- | ------------------------------------------------------------------------------- | ------------ | --------------- |
| Кукурудза Анатолій Васильович | Сільський голова, 1950 року народження, освіта, безпартійний                    | 26.03.2006   | 31.10.2010      |
| Кукурудза Анатолій Васильович | Сільський голова, 1950 року народження, освіта, безпартійний                    | 26.03.2006   | 31.10.2010      |
| Трушев Михайло Вікторович     | Сільський голова, 1969 року народження, освіта середня спеціальна, безпартійний | 31.10.2010   |                 |

Примітка: таблиця складена за даними джерела

## Населення
Згідно з переписом УРСР 1989 року чисельність наявного населення сільської ради становила 1669 осіб, з яких 725 чоловіків та 944 жінки.
За переписом населення України 2001 року в сільській раді мешкало 1336 осіб.

### Мова
Розподіл населення за рідною мовою за даними перепису 2001 року:
| Мова       | Відсоток |
| ---------- | -------- |
| українська | 97,30 %  |
| російська  | 2,40 %   |
| болгарська | 0,08 %   |
| інші       | 0,22 %   |